# FIFA 07
FIFA 07 (també conegut com a FIFA Soccer 07 i FIFA Football 07) és un videojoc desenvolupat per EA Canada i distribuït per Electronic Arts, basat en l'esport del futbol. El joc va ser llançat al mercat el 29 de setembre del 2006 a Europa i el 2 d'octubre de 2006 als Estats Units per a les plataformes GameCube, Playstation 2, Game Boy Advance, PlayStation Portable, Nintendo DS, Xbox i Xbox 360. Aquesta última consola de Microsoft té en exclusiva el joc de les consoles de nova generació durant 12 mesos. El lema del joc és "Ha arribat l'hora" (This is the Season) en la versions en anglès.

## Temàtica
FIFA 07 és el catorzè joc de la sèrie de videojocs de FIFA i l'onzè en 3D

## Portada
Els jugadors que apareixen en la portada del joc, depenent de la zona en la qual sigui venut, són: Ronaldinho (apareix en totes les zones) junt amb Landon Donovan i Francisco Fonseca (Nord-amèrica), Francisco Fonseca (Llatinoamerica), Wayne Rooney (Regne Unit), Lukas Podolski (Alemanya), David Villa (Espanya), Kaká (Itàlia) i Juninho (França).

## Desenvolupament
Com en qualsevol altre joc de futbol, en la FIFA 07 el jugador té el control d'un equip d'entre els 510 disponibles repartits en 27 lligues i 20 països.
Una de les novetats d'aquest videojoc és la possibilitat de marcar "gols olímpics", és a dir, anotar des d'un llançament de corner. Això era impensable en els jocs anteriors. També es presenta una millora general en l'aspecte jugable, amb una física més realista i una intel·ligència artificial més depurada i profunda.
La versió de nova generació, exclusiva d'Xbox 360, va ser programada des de zero per a poder aprofitar millor el potencial de la consola de Microsoft.
En l'edició per a Llatinoamerica compta amb els comentaris en espanyol dels comentaristes mexicans Enrique Bermudez de la Serna i Ricardo Pelaéz Linares (ex-futbolista). I en l'edició espanyola, els comentaris van a càrrec de Manolo Lama i Paco González. A més, les instruccions, caixes i modalitats de joc de les dues versions estan en castellà.
Una altra novetat és la inclusió de divises en substitució de punts en el Mode Mànager. Els valors monetaris possibles són: euros, dòlars i lliures esterlines. A més s'expliquen en la mateixa modalitat les opcions de Desenvolupament del Jugador, en la qual es pot entrenar als jugadors per a convertir-los en estrelles del futbol mundial, i Sim Visual, en què es pot controlar el partit des de fora del camp.

## Banda sonora
- Boy Kill Boy - "Civil Sin"
- Carlos Jean - "Get Down"
- Keane - "Nothing in My Way"
- Muse - "Supermassive Black Hole"
- Paul Oakenfold - "Beautiful Goal"
- Polysics - "Tei! Tei! Tei!"
- Seu Jorge - "Tive Razão"
- Shiny Toy Guns - "You Are The One"
- The Feeling - "Sewn"
- Tigarah - "Girl Fight"